# Oleg Pašinin
Oleg Pashinin (Mytišči, 12 settembre 1974) è un allenatore di calcio ed ex calciatore uzbeko, di ruolo difensore.

## Palmarès

### Giocatore

#### Competizioni nazionali
- Campionato russo: 2

Lokomotiv Mosca: 2002, 2004
- Coppa di Russia: 5

Lokomotiv Mosca: 1995-1996, 1996-1997, 1999-2000, 2000-2001, 2006-2007
- Supercoppa di Russia: 2

Lokomotiv Mosca: 2003, 2005

#### Competizioni internazionali
- Coppa dei Campioni della CSI: 1

Lokomotiv Mosca: 2005